# موزاييك: أخبار العالم من الشرق الأوسط
مُوزايِيك: أخبار العالم من الشرق الأوسط، برنامج إخباري يومي كان يقدم على القناة الفضائية الأمريكية المجانية, لينك تي في. "مُوزايِيك" وهي مجموعة مختارة من البرامج الإخبارية التلفزيونية التي تنتجها المحطات الإذاعية في جميع أنحاء الشرق الأوسط. يتم تقديم التقارير الإخبارية من دون تحرير وتُترجم إلى اللغة الإنجليزية إذا لزم الأمر. تم إنشاء سلسلة "مُوزايِيك" من قبل ستيفن أولسون وكيم سبنسر. كان المنتج المؤسس لها جمال الدجاني، فلسطيني أمريكي وشارك في إنتاجه ديفيد ميكايليس. من أواخر عام 2010 حتى عام 2013، شارك في إنتاج برنامج "مُوزايِيك" اليومي لارا بيطار وعبد الله عدوان.

## الجوائز
فازت بجائزة بيبودي في عام 2004.

## التوزيع
تم بث برنامج مُوزايِيك على لينك تي في، وهي قناة إعلامية مجانية متاحة على دايركت تي في، دش نيتورك وبعض شبكات التلفزيون السلكية في الولايات المتحدة، وتم أرشفتها من قبل أرشيف الإنترنت، بحيث يمكن الاطلاع عليها.

## التمويل
كان برنامج مُوزايِيك مدعومًا من قبل مؤسسة ويليام وفلورا هيوليت، مؤسسة جون إس وجيمس إل نايت, مؤسسة فايردول, ومشاهدي لينك تي في.

## الجدل
في يناير 2004، ومرة أخرى في يناير 2005، نشأت خلافات حول بث برنامج مُوزايِيك على نيو تي في، وشبكة التلفزيون الغير تجارية السلكية قناة نيوتن، ماساتشوستس. جادل معارضو بثه بأن البرنامج يوفر رؤية مشوهة للبث العربي، ومقر لـ معاداة السامية، معاداة أمريكا و "ترويج للإرهاب". مؤيدو البرنامج, اعترفوا بأن البث قد يحتوي في بعض الأحيان على "محتوى معاد للسامية ومعادي لأمريكا", لكن جادلوا بأنهم "يمنحون الأمريكيين مجموعة متنوعة من المعلومات حول كيفية تصوير البلاد في الشرق الأوسط", وأن بثهم هو مسألة حرية تعبير.
كما تم انتقاد برنامج مُوزايِيك من قبل لجنة متابعة الدقة في تقارير الشرق الأوسط في أمريكا التي تدعي أنها "تبرئ الإرهاب وتشجع على التطرف".

## روابط خارجية
- موقع لينك تي في لبرنامج مُوزايِيك
- أرشيف بث برنامج مُوزايِيك
- أرشيف فيديوهات لبرنامج مُوزايِيك في أرشيف الإنترنت متاح أرشيف للبث المباشر.
- تقرير استخبارات مُوزايِيك
- جمال الدجاني الصفحة الرئيسية
- صحيفة نيويورك تايمز